# Helderberg College
Helderberg College est un  centre universitaire adventiste du septième jour, situé à Somerset West dans la province du Cap-Occidental, en Afrique du Sud. Fondé en 1893, il fut le premier college adventiste en dehors d'Amérique du Nord, et donc aussi le plus ancien d'Afrique.  

## Histoire
En 1893, l'institution fut établie sous le nom de Claremont Union College, à Claremont, Le Cap. Elle fut déplacée en 1919 à Natal, puis en 1928 au site actuel, une ferme de 150 hectares couverte d'arbres fruitiers sur le flanc sud de la montagne Helberger.    

## Organisation
Le College est à dix kilomètres de l'Océan Indien et à cinquante kilomètres du Cap. Il possède trois facultés : 
- Faculty of Business Studies, la faculté des études commerciales ;
- Faculty of Theology, la faculté de théologie ;
- Faculty of Arts, la faculté des lettres, des arts et des sciences.

Helberger College décerne des licences en communication, psychologie, histoire, théologie, administration, comptabilité, management et gestion marketing.

## Affiliations
Helberger College est affilié à l'Université adventiste d’Afrique. Il possède aussi un centre de recherche Ellen White, affilié au Ellen G. White Estate.